# 코피
코피 또는 비출혈[鼻出血, 영어: epistaxis, 약칭:비혈(鼻血)], 육혈(衄血)은 일반적으로 코에서 피가 나는 현상을 가리킨다. 병인은 고혈압, 피로, 혈관의 파열(주로 코를 파거나, 코에 무언가가 부딪혔을때) 등이 있다. 증상은 코에서 콧물과 피가 섞여서 나오거나, 아예 피가 그대로 나오는 것이다. 이럴 때에는 고개를 들기보다는 숙이고 눈과 코끝 사이를 안마하듯이 주물러 지혈을 해 주는 것이 좋다.